# Метаборат магния
Метаборат магния — неорганическое соединение,
соль магния и метаборной кислоты с формулой Mg(BO2)2,
бесцветные кристаллы,
не растворяется в воде,
образует кристаллогидраты.

## Получение
- Сплавление оксидов магния и бора:

{\displaystyle {\mathsf {MgO+B_{2}O_{3}\ {\xrightarrow {T}}\ Mg(BO_{2})_{2}}}}

## Физические свойства
Метаборат магния образует бесцветные кристаллы.
Не растворяется в воде.
Образует кристаллогидраты состава Mg(BO2)2•n H2O, где n = 3 и 8,
которые теряют воду при температурах 80-350°С.